# Хеттинджер (округ)
Округ Хеттинджер (англ. Hettinger County) располагается в штате Северная Дакота, США. Создан в 1883 году, но официально полностью сформирован к 19 апреля 1907 года. По состоянию на 2013 год, численность населения составляла 2660 человек.

## География
По данным Бюро переписи США, общая площадь округа равняется 2 937,063 км2, из которых 2 931,883 км2 — суша, и 1,600 км2, или 0,130 % — это водоёмы.

## Население
По данным переписи населения 2000 года в округе проживает 2715 жителей в составе 1152 домашних хозяйств и 778 семей. Плотность населения составляет 0,90 человек на км2. На территории округа насчитывается 1419 жилых строений, при плотности застройки около 0,50-ти строений на км2. Расовый состав населения: белые — 98,93 %, афроамериканцы — 0,15 %, коренные американцы (индейцы) — 0,37 %, азиаты — 0,07 %, гавайцы — 0,07 %, представители других рас — 0,04 %, представители двух или более рас — 0,37 %. Испаноязычные составляли 0,22 % населения независимо от расы.
В составе 26,40 % из общего числа домашних хозяйств проживают дети в возрасте до 18 лет, 61,20 % домашних хозяйств представляют собой супружеские пары, проживающие вместе, 3,80 % домашних хозяйств представляют собой одиноких женщин без супруга, 32,40 % домашних хозяйств не имеют отношения к семьям, 31,20 % домашних хозяйств состоят из одного человека, 18,20 % домашних хозяйств состоят из престарелых (65 лет и старше), проживающих в одиночестве. Средний размер домашнего хозяйства составляет 2,30 человека, и средний размер семьи — 2,89 человека.
Возрастной состав округа: 23,40 % — моложе 18 лет, 3,90 % — от 18 до 24, 20,70 % — от 25 до 44, 27,00 % — от 45 до 64, и 27,00 % — от 65 и старше. Средний возраст жителя округа — 46 лет. На каждые 100 женщин приходится 100,20 мужчин. На каждые 100 женщин старше 18 лет приходится 100,10 мужчин.
Средний доход на домохозяйство в округе составлял 29 209 USD, на семью — 34 668 USD. Среднестатистический заработок мужчины был 23 201 USD против 16 917 USD для женщины. Доход на душу населения составлял 15 555 USD. Около 12,10 % семей и 14,80 % общего населения находились ниже черты бедности, в том числе — 21,20 % молодежи (тех, кому ещё не исполнилось 18 лет) и 12,00 % тех, кому было уже больше 65 лет.